# Bryan Angulo
Bryan Dennis Angulo Tenorio (Guayaquil, Ecuador; 30 de noviembre de 1995) es un futbolista ecuatoriano. Juega como delantero y su equipo actual es Liga Deportiva Universitaria de Portoviejo de la Segunda Categoría del Ecuador.

## Trayectoria

### Rocafuerte
Bryan Angulo se inicia en las formativas del Rocafuerte en el año 2009, dónde demostró su casta goleadora, es así que en un total de 86 partidos anotó 48 goles, dándose a conocer por su gran presencia como delantero centro en todas las categorías donde fue alineado como titular.

### Emelec
En el 2013 el Club Sport Emelec lo contrató por dos años en condición de préstamo con opción de compra, el cual durante los tres primeros partidos que disputó jugó en el primer plantel azul demostrando un buen nivel. Ante Mushuc Runa fue el coautor del gol de Ángel Mena y ante Barcelona ganándose la confianza del entonces director técnico de Emelec Gustavo Quinteros. Esperaba seguir manteniendo el nivel que iba mostrando para ganarse la confianza de Quinteros y tener continuidad en el primer plantel azul.
Es así que Emelec compró los derechos deportivos del delantero Brayan, quien marcó 17 goles con la Reserva del plantel en la temporada 2013. También disputó siete encuentros como juvenil en el torneo ecuatoriano con los azules. El jueves 5 de febrero, firmó un contrato de cuatro años con los eléctricos, el cuadro guayaquileño hizo uso de la opción de compra al Rocafuerte FC, de la Segunda Categoría. Angulo alternó en el puesto de juvenil en la temporada anterior y pudo tener minutos en esta temporada al reemplazar a Pedro Quiñónez al minuto 79 en el cotejo con el Deportivo Quito. 
En el 2017 tiene su mejor año a nivel deportivo siendo clave en partidos importantes para la obtención de la segunda etapa del campeonato ecuatoriano de fútbol. En la final contra Delfín, marcó dos goles, convirtiéndose en el goleador del club en este año junto a Ayrton Preciado.
Sus buenos registros goleadores continuaron en las dos siguientes temporadas. En el 2018 sus anotaciones lograron que Emelec a temporada seguida se alce con la segunda etapa del torneo local y vuelva a disputar una final, aunque esta vez no pudo retener el título cayendo ante Liga de Quito, pese a marcar en el partido de ida.
Para la temporada 2019 su producción a nivel local disminuyó con relación a años anteriores, sin embargo eso no lo opacó a nivel internacional. Sus goles ante Huracán de Argentina y Cruzeiro de Brasil, ambos en condición de visitante, ayudaron al Bombillo a clasificar a los octavos de final de la Copa Libertadores contra todo pronóstico.

### Cruz Azul
El 6 de agosto de 2019, luego de algunos meses de rumores y especulaciones, se hizo oficial el fichaje del delantero al Cruz Azul de México, siendo esta su primera experiencia internacional. El 31 de marzo de 2022, el club se despidió del jugador tras rescindir el contrato con el jugador.

### Xolos de Tijuana
El 10 de enero de 2020 se oficializa su llegada a los Xolos de Tijuana a préstamo después de solo estar solo un torneo con el Cruz Azul.

### Santos
En 2022 se vincula al Santos de la Serie A de Brasil. Al finalizar la temporada deja el club brasileño tras rescindir su contrato.

### Regreso a Emelec
El 18 de diciembre de 2022 fue anunciada su vuelta al Club Sport Emelec de Ecuador, firmando un contrato por dos años en condición de jugador libre.

## Selección nacional
El 7 de noviembre de 2018, Angulo fue convocado por el técnico de Ecuador, Hernán Darío Gómez, para los amistosos contra Perú y Panamá. Hizo su debut internacional completo trece días después, comenzando en una victoria por 2-1 contra este último en Ciudad de Panamá.

### Participaciones en eliminatorias
| Eliminatorias      | Sede            | Resultado   | Partidos | Goles |
| ------------------ | --------------- | ----------- | -------- | ----- |
| Eliminatorias 2022 | América del Sur | Clasificado | 4        | 0     |

### Partidos internacionales
Actualizado alúltimo partido disputado el 16 de noviembre de 2021.
| \| N.° \| Fecha \| Ciudad \| Rival \| Resultado \| Resultado \| Competencia \| \| --- \| ----------------------- \| ----------------- \| --------- \| --------- \| --------- \| ----------------------------------- \| \| 1. \| 20 de noviembre de 2018 \| Ciudad de Panamá \| Panamá \| 2-1 \| Victoria \| Amistoso \| \| 2. \| 9 de septiembre de 2021 \| Montevideo \| Uruguay \| 0-1 \| Derrota \| Eliminatorias al Mundial Catar 2022 \| \| 3. \| 7 de octubre de 2021 \| Guayaquil \| Bolivia \| 3-0 \| Victoria \| Eliminatorias al Mundial Catar 2022 \| \| 4. \| 10 de octubre de 2021 \| Caracas \| Venezuela \| 1-2 \| Derrota \| Eliminatorias al Mundial Catar 2022 \| \| 5. \| 16 de noviembre de 2021 \| Santiago de Chile \| Chile \| 2-0 \| Victoria \| Eliminatorias al Mundial Catar 2022 \| |                         |                   |           |           |           |                                     |
| N.° | Fecha                   | Ciudad            | Rival     | Resultado | Resultado | Competencia                         |
| 1. | 20 de noviembre de 2018 | Ciudad de Panamá  | Panamá    | 2-1       | Victoria  | Amistoso                            |
| 2. | 9 de septiembre de 2021 | Montevideo        | Uruguay   | 0-1       | Derrota   | Eliminatorias al Mundial Catar 2022 |
| 3. | 7 de octubre de 2021    | Guayaquil         | Bolivia   | 3-0       | Victoria  | Eliminatorias al Mundial Catar 2022 |
| 4. | 10 de octubre de 2021   | Caracas           | Venezuela | 1-2       | Derrota   | Eliminatorias al Mundial Catar 2022 |
| 5. | 16 de noviembre de 2021 | Santiago de Chile | Chile     | 2-0       | Victoria  | Eliminatorias al Mundial Catar 2022 |

## Estadísticas

### Clubes
Actualizado al último partido disputado el 1 de junio de 2025.
| Club                       | Div.          | Temporada     | Liga  | Liga  | Copas nacionales | Copas nacionales | Copas internacionales | Copas internacionales | Total | Total | Prom. |
| Club                       | Div.          | Temporada     | Part. | Goles | Part.            | Goles            | Part.                 | Goles                 | Part. | Goles | Prom. |
| -------------------------- | ------------- | ------------- | ----- | ----- | ---------------- | ---------------- | --------------------- | --------------------- | ----- | ----- | ----- |
| Rocafuerte F. C. · Ecuador | 3.ª           | 2013          | 7     | 4     | Inexistentes     | Inexistentes     | Inexistentes          | Inexistentes          | 7     | 4     | 0.57  |
| Rocafuerte F. C. · Ecuador | Total club    | Total club    | 7     | 4     | 0                | 0                | 0                     | 0                     | 7     | 4     | 0.57  |
| C. S. Emelec · Ecuador     | 1.ª           | 2014          | 7     | 0     | Inexistentes     | Inexistentes     | —                     | —                     | 7     | 0     | 0     |
| C. S. Emelec · Ecuador     | 1.ª           | 2015          | 4     | 0     | Inexistentes     | Inexistentes     | 1                     | 0                     | 5     | 0     | 0     |
| C. S. Emelec · Ecuador     | 1.ª           | 2016          | 26    | 10    | Inexistentes     | Inexistentes     | 4                     | 0                     | 30    | 10    | 0.33  |
| C. S. Emelec · Ecuador     | 1.ª           | 2017          | 37    | 13    | Inexistentes     | Inexistentes     | 6                     | 3                     | 43    | 16    | 0.37  |
| C. S. Emelec · Ecuador     | 1.ª           | 2018          | 41    | 29    | Inexistentes     | Inexistentes     | 4                     | 2                     | 45    | 31    | 0.69  |
| C. S. Emelec · Ecuador     | 1.ª           | 2019          | 13    | 5     | 1                | 1                | 8                     | 4                     | 22    | 10    | 0.45  |
| C. F. Cruz Azul · México   | 1.ª           | 2019          | 9     | 0     | 0                | 0                | 0                     | 0                     | 9     | 0     | 0     |
| C. F. Cruz Azul · México   | 1.ª           | 2021          | 14    | 3     | 1                | 0                | 6                     | 4                     | 21    | 7     | 0.33  |
| C. F. Cruz Azul · México   | 1.ª           | 2021          | 20    | 5     | 0                | 0                | 0                     | 0                     | 20    | 5     | 0.25  |
| C. F. Cruz Azul · México   | 1.ª           | 2022          | 6     | 1     | 0                | 0                | 1                     | 0                     | 7     | 1     | 0.14  |
| C. F. Cruz Azul · México   | Total club    | Total club    | 49    | 8     | 1                | 0                | 7                     | 4                     | 57    | 13    | 0.23  |
| Xolos de Tijuana · México  | 1.ª           | 2020          | 6     | 1     | 5                | 3                | —                     | —                     | 11    | 4     | 0.36  |
| Xolos de Tijuana · México  | 1.ª           | 2020-21       | 15    | 3     | 1                | 0                | —                     | —                     | 16    | 3     | 0.19  |
| Xolos de Tijuana · México  | Total club    | Total club    | 21    | 4     | 6                | 3                | 0                     | 0                     | 27    | 7     | 0.26  |
| Santos F. C. · Brasil      | 1.ª           | 2022          | 16    | 2     | 2                | 0                | 6                     | 3                     | 24    | 5     | 0.21  |
| Santos F. C. · Brasil      | Total club    | Total club    | 16    | 2     | 2                | 0                | 6                     | 3                     | 24    | 5     | 0.21  |
| C. S. Emelec · Ecuador     | 1.ª           | 2023          | 14    | 0     | 0                | 0                | 8                     | 0                     | 22    | 0     | 0     |
| C. S. Emelec · Ecuador     | Total club    | Total club    | 142   | 57    | 1                | 1                | 31                    | 9                     | 174   | 67    | 0.39  |
| The Strongest · Bolivia    | 1.ª           | 2024          | 11    | 2     | —                | —                | 3                     | 1                     | 14    | 3     | 0.21  |
| The Strongest · Bolivia    | Total club    | Total club    | 11    | 2     | 0                | 0                | 3                     | 1                     | 14    | 3     | 0.21  |
| Mushuc Runa · Ecuador      | 1.ª           | 2025          | 5     | 1     | 0                | 0                | 2                     | 0                     | 7     | 1     | 0.14  |
| Mushuc Runa · Ecuador      | Total club    | Total club    | 5     | 1     | 0                | 0                | 2                     | 0                     | 7     | 1     | 0.14  |
| Total carrera              | Total carrera | Total carrera | 251   | 79    | 10               | 4                | 49                    | 17                    | 310   | 100   | 0.32  |
| 1. 2.                      |               |               |       |       |                  |                  |                       |                       |       |       |       |

## Palmarés

### Campeonatos nacionales
| Título                     | Club         | País    | Año  |
| -------------------------- | ------------ | ------- | ---- |
| Serie A de Ecuador         | C. S. Emelec | Ecuador | 2013 |
| Serie A de Ecuador         | C. S. Emelec | Ecuador | 2014 |
| Serie A de Ecuador         | C. S. Emelec | Ecuador | 2015 |
| Serie A de Ecuador         | C. S. Emelec | Ecuador | 2017 |
| Primera División de México | Cruz Azul    | México  | 2021 |
| Campeón de Campeones       | Cruz Azul    | México  | 2021 |

### Distinciones individuales
| Distinción                                 | Año  |
| ------------------------------------------ | ---- |
| Mejor delantero del Campeonato de Reservas | 2013 |

## Vida personal
Angulo fue acusado de un asesinato ocurrido en su ciudad natal de Guayaquil durante la madrugada del 25 de diciembre de 2020.